# Quercus rotundifolia
Quercus rotundifolia är en bokväxtart som beskrevs av Jean-Baptiste de Lamarck. Quercus rotundifolia ingår i släktet ekar, och familjen bokväxter. Inga underarter finns listade i Catalogue of Life.

## Bildgalleri

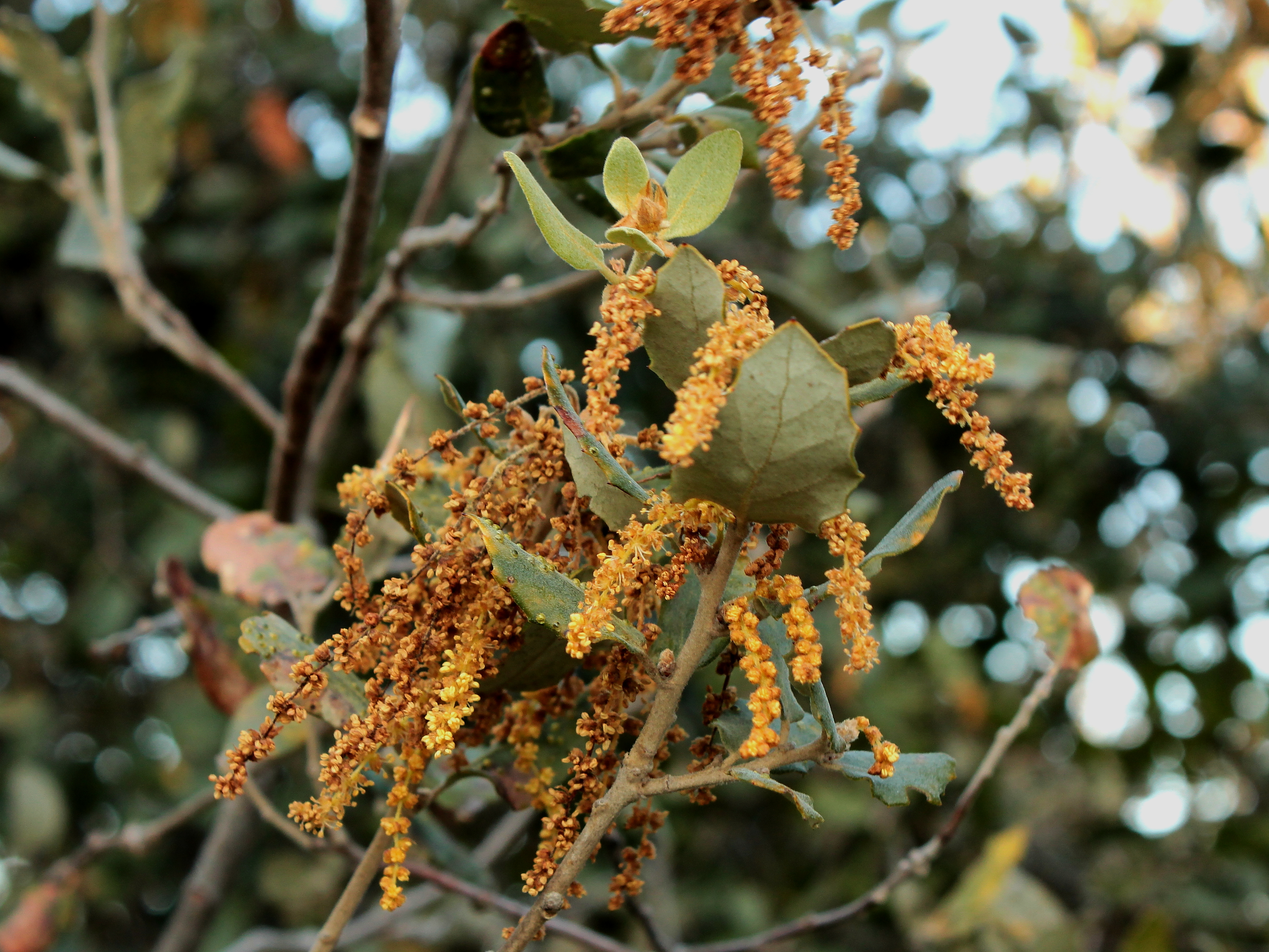
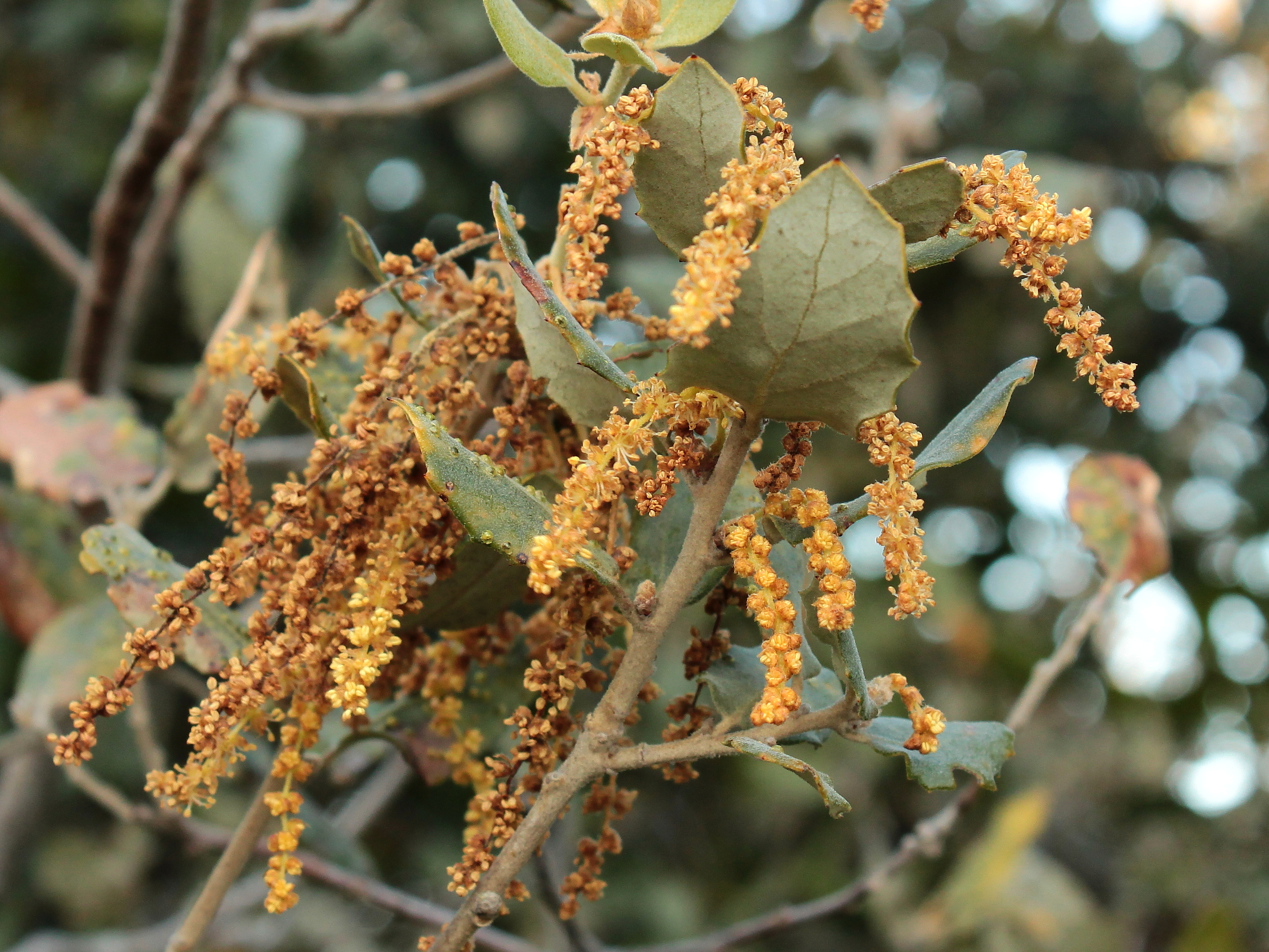
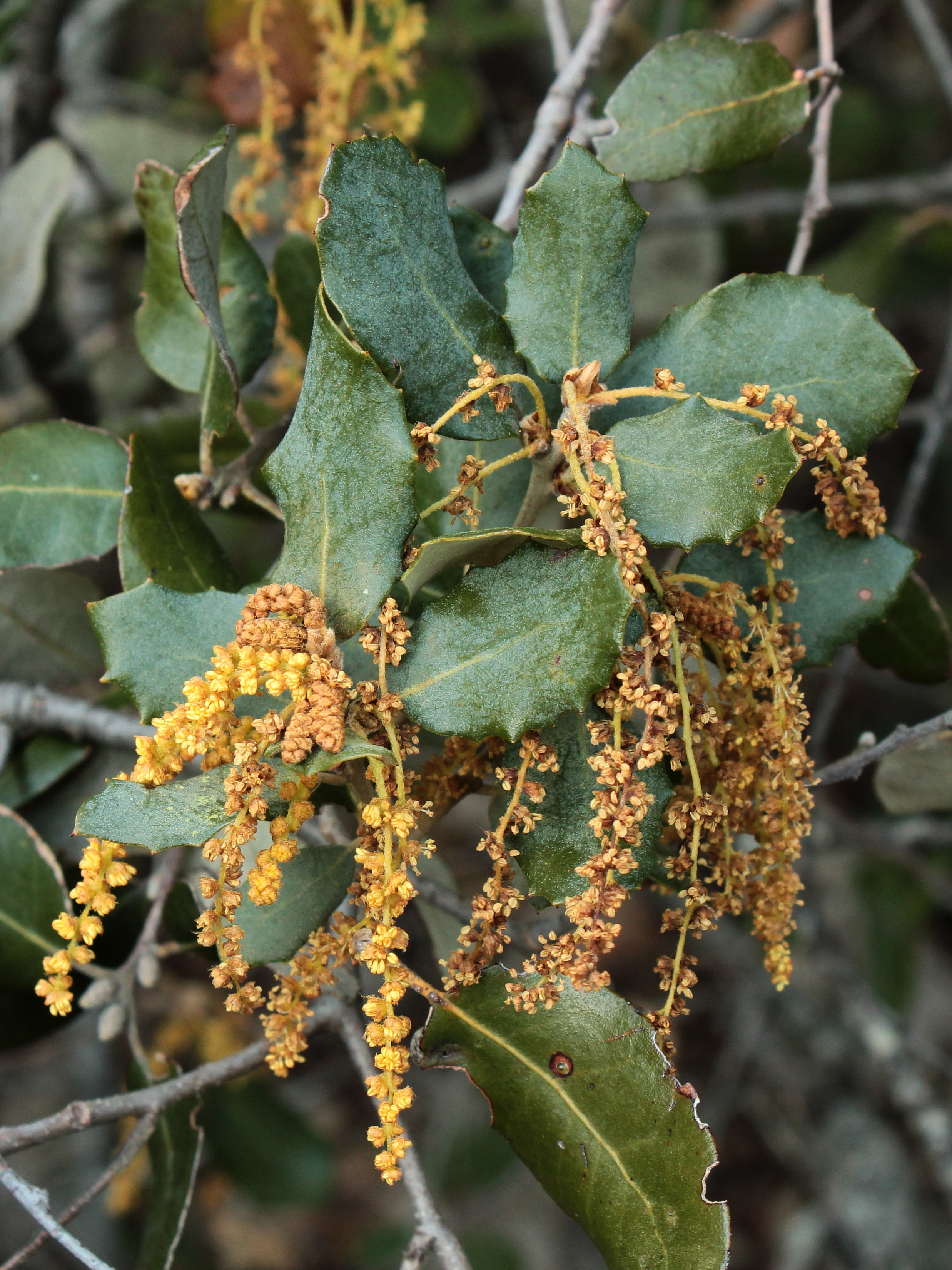
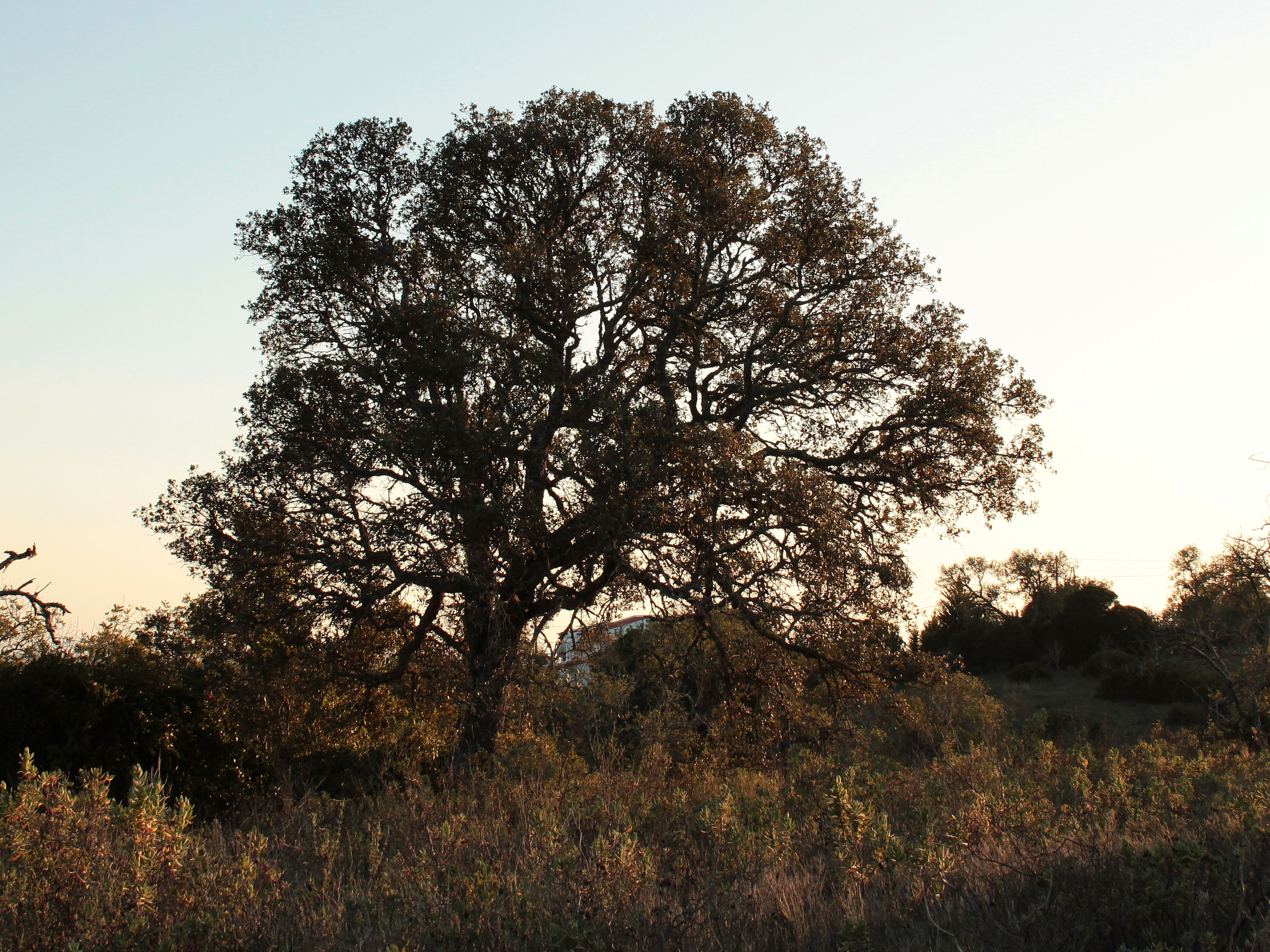
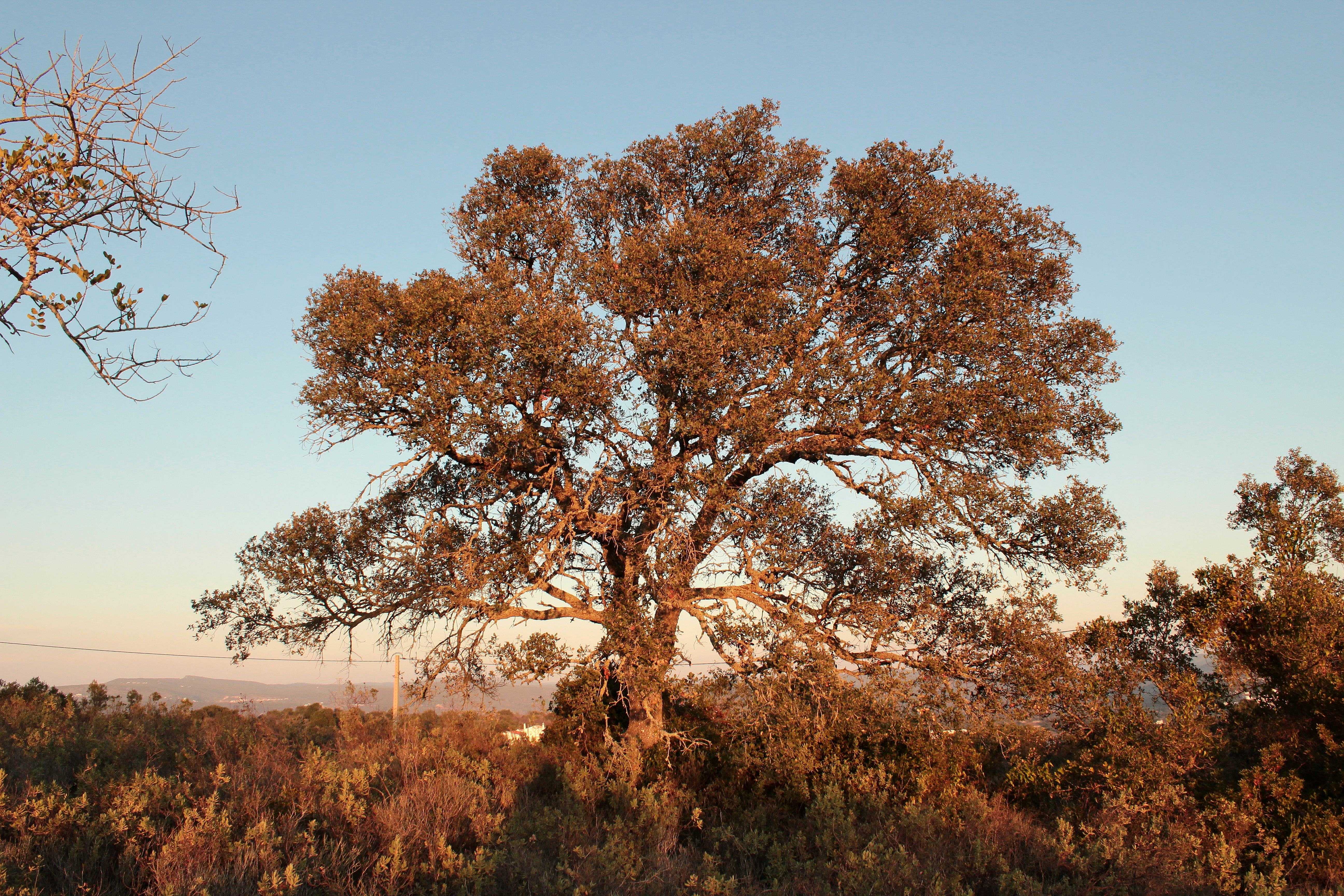